# Бекет (фільм)
«Бекет» (англ. «Becket») — історична драма 1964 року режисера Пітера Гленвілла за п'єсою Жана Ануя «Бекет, або Честь Божа».

## Сюжет
У 1154 році на англійський престол вступає король Генріх II. Архієпископ Кентерберійський відіграє головну роль у захисті престижу й авторитету церкви, але Генріху II потрібна підвладна трону людина, якій би він цілковито довіряв. І він знаходить таку в особі свого приятеля Томаса Бекета. Проте коли король офіційно призначає його Архієпископом Кентерберійським, Бекет абсолютно змінюється. Він віддає перевагу інтересам церкви, а не королю. Архієпископ захищає церкву від повного придушення королівською владою. Два колишніх друга перетворюються на непримиренних ворогів, та, в міру того як архієпископ все більш яро ставиться до виконання свого обов'язку, Генріх розуміє, що його колишній друг має померти.

## В ролях
- Річард Бертон — Томас Бекет
- Пітер О'Тул — король Генріх II
- Джон Гілгуд — король Людовік VII
- Джино Черві — кардинал Дзамбеллі
- Паоло Стоппа — папа Олександр III
- Дональд Вулфіт — Жильбер Фоліо
- Девід Вестон — брат Джон
- Мартіта Хант — королева Матильда
- Памела Браун — Елеонора Аквітанська
- Шан Філіпс — Гвендолен
- Джон Молдер-Браун — хлопчик (не вказаний у титрах)

## Нагороди
«Золотий глобус»: найкращий фільм-драма.